# Борецкая волость (Архангельская губерния)
Бо́рецкая волость — административно-территориальная единица в составе Шенкурского уезда Архангельской губернии.

## География
Борецкая волость находилась на востоке Шенкурского уезда, на левом берегу Северной Двины.

## История
Борецкая (Исаковская) боярщина была одним из владений в Заволочье новгородского посадника, второго мужа знаменитой Марфы Борецкой, Исаака Андреевича Борецкого.
В 1624 году в Борецкой волости Подвинского стана была построена Воскресенская церковь между устьями рек Тёда и Рёшта (Рёхта).
В 1785 году в Борецкой волости проживало 2135 человек. В 1797 году Борецкая волость вошла в состав Кургоминской волости. В 1888 году в 30 деревнях Борецкого прихода проживало 2673 человека обоего пола (1265 муж. и 1408 жен.). В 1911 году Борецкая волость была восстановлена. В ноябре 1918 года в Борецкой волости проживало 3748 человек.
В 1918—1919 годах территория волости была оккупирована интервентами. В январе 1919 года на территории Борецкой, Кургоминской и Топецкой волостей, только что освобожденных от интервентов, был образован местный народный суд 3-го участка Шенкурского уезда. Суд находился в селе Михайловское Борецкой волости. По переписи 1920 года в Борецкой волости проживало 3135 человек (1237 муж. и 1898 жен.).
Постановлением ВЦИК «Об административном делении Архангельской губернии» от 9 июня 1924 года Борецкая и Топецкая волости вошли в состав Кургоминской волости.
В 1929 году, после ликвидации губернско-уездно-волостного административного деления, из северной части Шенкурского уезда (Кургоминская и Устьважская волости и Кицкий сельский совет Шеговарской волости) был создан Березницкий район в Архангельском округе Северного края. Территория упразднённой к этому времени Борецкой волости вошла в состав Борецкого сельсовета Березницкого (Березниковского) района.
Ныне территория бывшей Борецкой волости входит в состав Борецкого сельского поселения Виноградовского района Архангельской области.